# Бадачонь
Бадачонь (венг. Badacsony) — столовая гора вулканического происхождения высотой 438 м над уровнем моря в юго-западной части медье Веспрем в Венгрии, на Среднедунайской равнине, на северном берегу озера Балатон. Дала название винодельческому району.
К концу плиоцена Паннонское море высохло. Вулканическая активность создала горы Бадачонь, Шомло (431 м), Сент-Дьёрдь-Хедь (414 м), Чобанц (376 м), Гулач (376 м), Тоти-Хедь (347 м), Халап (358 м). На склонах потухших вулканов Бадачонь, Сент-Дьёрдь-Хедь, гор у деревни Сиглигет, Тоти, Гулач, Чобанц и Абрахам растут виноградники, этот винодельческий район носит название Бадачонь.